# 吉住八幡社
吉住八幡社（よしずみはちまんしゃ）は、富山県高岡市戸出吉住3231番地にある神社である。

## 概要
- ご神体は木像であるが、創立などは不詳とされている。
- 誉田別尊（ほむだわけのみこと）を祭神として祀っている。
- 正徳2年5月の持宮書上帳には既に記録されている。
- 鎮座地の字（旧住所）は北島3231番地である。